# Кавхан
Кавха̀н (според някои изследователи титлата трябва да се чете капхан, във византийски източници е отбелязана като καυκάνος, καπχάνης, κoπχάνων) е едно от най-важните длъжностни лица в Първата българска държава. 

## Роля в Първата българска държава
Според всеобщото мнение, кавханът е вторият по значимост човек в държавата след българския владетел. Той има редица държавни отговорности и съответно съчетава в личността си огромни власт и правомощия. Съгласно настоящите достижения на българската медиевистика, кавханът е пръв пълководец, върховен главнокомандващ в българската войска и един от първите държавни дипломати. Той е член на болярския съвет и в това си качество е сред най-приближените съветници на българския владетел, с когото в не един исторически момент се намира в лични отношения на негов регент или съуправител. Кавханът се посочва от мнозина учени като важен магистрат и наместник на владетеля, когато последният отсъства от столицата. Приписва му се също така и ролята на съдия.
Приема се, че в България съществува виден болярски род, от който поколение след поколение се излъчват държавни мъже, поемащи ролята и функциите на кавхана – т. нар. род на кавханите. Следователно кавханската титла е наследствена и пожизнена. В научните дирения преобладава мнението, че кавханът надживява самата българска държава, завладяна от византийския император Василий II Българоубиец през 1018 г. 
Кавханите са изпълнявали длъжността по времето на кан (по-късно княз) Борис-Михаил и при сина му цар Симеон, а кавханът Петър — и при Св. цар Петър I, наречен още „светия цар“. 
През епохата на Второто българско царство званието не е използвано.

## Носители на титлата

### Избул
Безспорно най-известният кавхан и с най-много заслуги пред държавата е кавхан Исбул. Той заема тази длъжност по време на управлението на трима български владетели - кан Омуртаг (814 – 831), кан Маламир (831 – 836) и неговият племенник кан Пресиан (836 – 852). Негова е основната заслуга за изграждането на Плиска, като една хубава столица по времето на кан Омуртаг, за доизграждането на един стабилен средновековен държавен апарат. По негова заповед се извършва акция по залавяне на византийските шпиони. И накрая, но не на последно място по значение, той е в основата на подписването на 30-годишния мирен договор между България и Византия в 815 г. и има огромна заслуга за изключително изгодните за България условия по този договор. Неговото име се среща най-често в епиграфските паметници. 

### Петър
Друг по-известен кавхан в българската история е Петър по време на управлението на цар Симеон I и цар Петър. 

### Дометиан
В Самуилова България, функцията кавхан се изпълнявала от Дометиан (Δομετιανὸς ὁ καυκάνος). 

### Георги Войтех
Последната историческа личност, натоварена със задълженията и правата на кавхан, е Георги Войтех (Γεώργιος ὁ Βοϊτάχος τοῦ κoπχάνων γένους καταγόμενος), подбудител на въстанието на цар Петър III Бодин (Константин Бодин) от 1072 г. 

## Произход и разпространение на титлата
Титлата „кавхан“ е засвидетелствана и в рунния надпис на Тонюкук в Северна Монголия, с възможно четене на руните като qapagan или qapgan. Титлата се среща и у аварите. Произходът на тази титла е от китайското kap-kwan „чиновник от първи ранг“.